# Cantonul Montcenis
Cantonul Montcenis este un canton din arondismentul Autun, departamentul Saône-et-Loire, regiunea Burgundia, Franța.

## Comune
| Comune                       | Populație (1999) | Cod poștal | Cod INSEE |
| ---------------------------- | ---------------- | ---------- | --------- |
| Les Bizots                   | 435              | 71710      | 71038     |
| Blanzy                       | 7.070            | 71450      | 71040     |
| Charmoy                      | 279              | 71710      | 71103     |
| Marmagne                     | 1 329            | 71710      | 71282     |
| Montcenis                    | 2 352            | 71710      | 71309     |
| Saint-Berain-sous-Sanvignes  | 1 068            | 71300      | 71390     |
| Saint-Symphorien-de-Marmagne | 808              | 71710      | 71482     |
| Torcy                        | 3 554            | 71210      | 71540     |